# Lola Utva 75
Le Lola Utva 75 est un avion de construction serbe à moteur à piston qui est principalement utilisé comme avion d'entraînement militaire. C'est un avion assez populaire parmi les armées de l'air balkaniques.